# DMARC
DMARC (Domain-based Message Authentication, Reporting and Conformance, Autenticación de Mensajes Basada en Dominios, Informes y Conformidad) es un mecanismo de autenticación de correo electrónico. Ha sido diseñado para otorgar a los propietarios de dominios de correo electrónico la capacidad de proteger su dominio frente a su uso no autorizado, comúnmente conocido como email spoofing. El propósito principal de implementar DMARC es proteger un dominio de ser usado en ataques que comprometan el correo electrónico de las empresas y el envío de correos electrónicos de phishing, scam y otras ciberamenazas.
Una vez publicada la entrada DNS de DMARC, cualquier servidor receptor de correos electrónicos puede autenticar el mensaje entrante de correo electrónico conforme a las instrucciones publicadas por el propietario del dominio dentro de la entrada DNS. Si el correo electrónico pasa el proceso de autenticación, se entregará y se puede confiar en él. Si el mensaje de correo electrónico falla la verificación, dependiendo de las instrucciones contenidas en el registro DMARC, el mensaje de correo electrónico podría ser entregado, puesto en cuarentena o rechazado.
DMARC amplía el funcionamiento de dos mecanismos de autenticación existentes, Sender Policy Framework (SPF) y DomainKeys Identified Mail (DKIM). Permite al propietario administrativo de un dominio publicar una política en sus registros DNS que indica qué mecanismo (DKIM, SPF o ambos) se emplea durante el envío de los mensajes de correo electrónico desde ese dominio; cómo verificar el campo From: (De:) que se presenta a los usuarios finales; cómo el receptor debe lidiar con las fallos de autenticación y un mecanismo de generación de informes de las acciones realizadas bajo dichas políticas.

## Historia
Desde el 30 de enero de 2012 se mantiene un borrador de la especificación DMARC.
En octubre de 2013 se lanzó GNU Mailman 2.1.16 con funciones para gestionar remitentes de dominios con política p=reject, anticipando problemas de interoperabilidad al aplicar políticas estrictas a dominios utilizados por personas.
En abril de 2014, Yahoo cambió su política a p=reject, lo que causó fallos en listas de correo. Poco después, AOL adoptó la misma política. Estas decisiones provocaron disrupciones y críticas por trasladar los problemas de seguridad a terceros.
Desde 2020, la sección de preguntas frecuentes (FAQ) del sitio oficial de DMARC ofrece soluciones para listas de correo frente a dominios con políticas estrictas. La más común es modificar el encabezado “From” para usar una dirección del dominio de la lista.
En agosto de 2014 se creó un grupo de trabajo del IETF para tratar los problemas de DMARC, empezando por la interoperabilidad y contemplando una especificación revisada. La especificación se publicó en marzo de 2015 como RFC 7489 en la categoría “Informational” (no estándar).
En marzo de 2017, la Comisión Federal de Comercio de Estados Unidos (FTC) publicó un estudio sobre el uso de DMARC por parte de empresas. De 569 empresas analizadas, cerca de un tercio aplicaba alguna configuración DMARC, menos del 10 % usaba políticas de rechazo y la mayoría había implementado SPF.

### Contribuyentes
Entre las organizaciones que contribuyeron al desarrollo de la especificación DMARC se encuentran:
- Receptores: AOL, Comcast, Google (Gmail), Mail.Ru, Microsoft (Outlook.com, Hotmail), Netease (163.com, 126.com, 188.com, yeah.net), XS4ALL, Yahoo
- Remitentes: American Greetings, Bank of America, Facebook, Fidelity Investments, JPMorgan Chase, LinkedIn, PayPal, Twitter
- Intermediarios y proveedores: Agari (fundador y CEO Patrick R. Peterson), Cloudmark, Red Sift, ReturnPath, Trusted Domain Project, ProDMARC